# Reggenza di Muna
La reggenza di Muna (in indonesiano: Kabupaten Muna) è una reggenza dell'Indonesia, situata nella provincia di Sulawesi Sudorientale.